# Llista de terminologia LGBTIQ+
LGTBIQ+ és l'acrònim que es fa servir per referir-se col·lectivament a les persones Lesbianes, Gais, Bisexuals, Trans, Intersexuals, Queer i a qualsevol altre tipus d'orientació sexual o identitat de gènere socialment oprimida. Com a alternativa a l'acrònim LGBTIQ+, el concepte dissidència sexual engloba el conjunt d'orientacions sexuals i identitats de gènere que no tenen cabuda en el model cis-heteronormatiu.
| Índex A B C D E F G H I J K L M N O P Q R S T U V W X Y Z |

## A
- Agènere: Persona que no s'identifica amb cap gènere.
- Adopció homoparental: Adopció d'un infant per part d'una persona o persones homosexuals que formen una família homoparental.
- Akava'ine: Mot per a definir les persones transgènere d'ascendencia maorí a les Illes Cook.
- Aliat heterosexual: Persona heterosexual o cisgènere que dona suport al moviment LGBTIQ+ i que està en contra de la LGTBIfòbia.
- Al·losexualitat: Defineix a les persones que no són asexuals perquè tene orientació sexual o interès pel sexe.[1]
- Anarquisme queer: Escola de pensament anarquista que defensa l'anarquisme i la revolució social com a mitjà d'alliberament queer.
- Androgínia: Característica formada per la barreja de masculinitat i feminitat. És molt present en el món de la moda, la música o l'espectacle i es pot expressar a través del sexe, la identitat de gènere o l'expressió de gènere.
- Arromanticisme: Orientació afectiva que consisteix en sentir poca o nul·la atracció romàntica independentment del sexe o el gènere de les persones.[2]
- Asexualitat: En el sentit més ampli és la manca d'orientació sexual o la manca d'interès pel sexe.[3] Algunes persones asexuals tenen, de fet, activitat sexual; malgrat que no tenen desig de sexe ni atracció sexual.[4]
- Atracció sexual: Fenomen humà que es caracteritza per l'interès sexual cap a altres persones.

## B
- Bandera de l'arc de sant Martí: Senyera adoptada pel moviment LGTBIQ+ a partir de 1978. La barreja de colors emfatitza la diversitat dintre del col·lectiu.
- Bar LGBT: És un bar on la clientela és predominantment del col·lectiu LGBTIQ+. De vegades poden diferenciar-se en funció de quin és el seu públic majoritari.
- Besada: Manifestació freqüentment usada pel col·lectiu LGTBIQ+ que consisteix en el fet que diverses parelles homosexuals es fan petons en un lloc on s'hagi reprimit aquesta manifestació d'afecte, com a forma de protesta i rebuig. El terme es va crear l'any 2003.
- Bifòbia: Actituds, sentiments i comportaments negatius, de rebuig i d'exclusió envers les persones bisexuals.
- Bigènere: Identitat de gènere que inclou qualsevol de les dues identitats i rols de gènere establerts al mateix temps o fluctuant entre elles.
- Binarisme: Fet de concebre i classificar el sexe i el gènere en femení i masculí com a categories absolutes, úniques, estàtiques i oposades.
- Bisexualitat: Orientació sexual que fa referència al desig o l'atracció envers les persones independentment del seu gènere, no necessàriament de la mateixa forma, amb la mateixa intensitat ni al mateix temps.
- Blanqueig irisat: Conjunt d'estratègies polítiques i comercials dutes a terme per una institució, empresa o país per netejar la seva imatge i mostrar-se com a progressista i moderna.
- Blocador de la pubertat: Fàrmacs que impedeixen la secreció d'hormones per posposar la pubertat en menors. Se solen utilizar amb infants transgènere per retardar l'aparició de caracters sexuals secundaris.
- Butch: Terme descriptiu de l'expressió amb tendència a la masculinitat mostrat per una dona independentment de si és homosexual o no, però generalment atribuït a les lesbianes.

## C
- Cirurgia de confirmació de gènere: Intervenció quirúrgica a la qual se sotmet una persona trans per modificar la seva anatomia i adaptar-la a les característiques del gènere amb què s'identifica.
- Cis: Terme per referir-se a les persones que s'identifiquen amb el gènere assignat durant el naixement.S'utilitza habitualment com a terme oposat a trans. La teoria que dona privilegis a les persones cis s'anomena cisnormativitat.
- Cissexisme: Actitud de superioritat de la identitat cis per sobre de la resta d'identitats i expressions de gènere.
- Coit anal: Pràctica sexual d'estimulació de l'anus o el recte mitjançant la introducció del penis o altres objectes.
- Coit intercrural: Pràctica sexual que consisteix en la fricció del penis entre les cuixes d'una altra persona per arribar a l'orgasme.
- Coit vaginal: Pràctica sexual d'estimulació de la vagina mitjançant la introducció del penis o altres objectes.
- Contínuum lèsbic: Terme creat per la filòsofa Adrienne Rich per definir les experiències vitals de les dones amb independència de la seva orientació sexual i al marge del patriarcat i que vincula dones amb altres dones a través de relacions d'amor i amistat.
- Cruising: Terme que es fa servir en l'ambient gai per descriure l'acció de buscar un company per a una relació sexual espontània en un lloc públic, generalment de manera anònima.
- Cunnilingus: Pràctica de sexe oral que consisteix en l'estimulació de la vulva i el clítoris amb la llengua, la boca i els llavis.

## D
- Despatologització: Acció de deixar de classificar psiquiàtricament l'homosexualitat, la bisexualitat o la transsexualitat i per extensió tota la resta d'identitats de gènere i orientacions sexeafectives.
- Detransició: Aturada o reversió d'un procés de canvi de gènere per mitjans legals, socials o mèdics.
- Diners rosa: Capacitat adquisitiva de la comunitat gai, sovint identificat com a elevat.
- Discurs d'odi: Discurs o sistema amb què una persona o un grup de persones ataquen un col·lectiu socialment oprimit o minoritzat. El discurs d'odi pot conduïr a una escalada de tot tipus de violències envers el col·lectiu atacat.
- Disfòria de gènere: Diagnòstic clínic psiquiàtric per patologitzar la manca de discordança entre la identitat de gènere i el gènere assignat al néixer.
- Dissidència sexual: Conjunt d'orientacions sexuals, expressions i identitats de gènere que no tenen cabuda en el model heteronormatiu.[5]
- Dona:
- Drag-king: Paper que performa els estereotips de gènere masculins i que generalment és interpretat per una dona.
- Drag-queen: Paper que performa els estereotips de gènere femenins i que generalment és interpretat per un home.

## E
- Efeminament: Descripció d'un patró de comportament social definit per la presència de característiques associades a l'estereotip del gènere femení en una persona del gènere masculí.
- Error de gènere: Adreçar-se a una persona, especialment transgènere, fent servir els pronoms incorrectes, un nom inadequat o altres marcadors d'un gènere amb què no s'identifica.
- Espai segur: Espai físic o virtual lliure de discriminació.
- Estereotip: Idea preconcebuda i compartida socialment basada en patrons culturals prèviament establerts que s'utilitza per modelar una realitat social o a un grup de persones.
- Estigma: Consideració, atribut o tret que fa que el seu portador sigui inclòs en un marc social contra el que es genera una imatge negativa cap als seus membres i se'ls veu com a inacceptables o inferiors.
- Exnom: Nom amb què s'anomenava a una persona trans abans que fes el canvi al nom sentit.
- Expressió de gènere: Manifestació externa del gènere d'una persona a través de l'aparença i/o el comportament en general.

## F
- Fal·locentrisme: Teoria que dona preeminència al món masculí i dels homes associat al fal·lus.
- Família: Unitat de suport formada per persones LGTBIQ+ o bé conjunt de persones unides per l'afecte o la filiació que conviuen i posen en comú els seus recursos econòmics.
- Fecundació in vitro: Procediment de tecnologia de reproducció assistida en què els òvuls són fecundats per espermatozous en un laboratori.
- Fel·lació: Pràctica de sexe oral que consisteix en l'estimulació del penis i l'escrot amb la llengua, la boca i els llavis.
- Femme: Terme descriptiu de l'expressió amb tendència a la feminitat mostrat per una dona independentment de si és homosexual o no, però generalment atribuït a les lesbianes.

## G
- Gai: Orientació sexual que fa referència al desig o l'atracció envers els homes manifestada per altres homes.
- Gaifòbia: Actituds, sentiments i comportaments negatius, de rebuig i d'exclusió envers els homes homosexuals.
- Gènere: Conjunt de característiques culturals que formen patrons de comportament i d'identitat, la base de les quals estableix la distincció entre homes i dones.
- Gènere fluid: Persona que no s'identifica amb una sola identitat de gènere, sinó que oscil·la entre vàries.
- Gènere no-binari: Terme que engloba les identitats de gènere que no es poden encaixar en el binomi masculí-femení.
- Gestació per substitució: Procés en què una dona gesta una criatura que està destinada a ser criada per una altra família, sovint amb intercanvi de diners involucrat.

## H
- Heterocentrisme: Actitud basada en la idea que l'heterosexualitat és l'única orientació sexual existent o vàlida, que és la norma i la resta d'orientacions sexuals són una excepció.
- Heteroflexibilitat: Activitat sexual caracteritzada per la curiositat envers les relacions homosexuals malgrat una orientació fonamentalment heterosexual. Es considera diferent a la bisexualitat i, en alguns casos, una manifestació de bifòbia.[6]
- Heteronormativitat: Veure heterocentrisme.
- Heteropatriarcat: Estructura social i política que privilegia el gènere masculí i l'heterosexualitat per sobre de la resta d'identitats de gènere i orientacions sexuals.
- Heterosexisme: Actitud o ideologia que defensa la superioritat de l'heterosexualitat per sobre de la resta d'orientacions sexuals.
- Heterosexual: Orientació sexual que fa referència al desig o l'atracció envers lers persones del gènere contrari.
- Heterosexualització:
- Home:
- Homoerotisme:
- Homoflexible:
- Homofòbia:
- Homonormativitat:
- Homoparentalitat:
- Homosexual:
- Hormonació:

## I
- Identitat de gènere:
- Identitat sexual:
- Incitació a l'odi:
- Inclinació sexual:
- Inclusivitat:
- Independència del gènere:
- Inseminació artificial:
- Interfòbia:
- Interseccionalitat:
- Intersexual:
- Intersexualitat:
- Invisibilització:

## J
- Joguina sexual:

## L
- Lambda:
- Lavabo mixt o de gènere neutre:
- Lesbiana:
- Lesbianisme:
- Lesbofòbia:
- LGBT:
- LGBTfòbia: